# Somatina figurata
Somatina figurata är en fjärilsart som beskrevs av W. Warren 1897. Somatina figurata ingår i släktet Somatina och familjen mätare. Inga underarter finns listade i Catalogue of Life.